# 小行星10996
小行星10996（10996 Armandspitz）是一颗绕太阳运转的小行星，为主小行星带小行星。该小行星于1978年7月19日发现。

## 轨道参数
小行星10996的轨道半长轴为480 448 194 km，3.2115521 UA，离心率为0.119。